# Filial (deporte)
Un filial en el deporte es un equipo menor (puede ser profesional o no) conformado por jugadores provenientes de las categorías base de un equipo profesional. Erróneamente se les llama cantera, son equipos b, con jugadores jóvenes fichados en su mayoría de otros equipos, cuyo objetivo es darles experiencia como preparación para jugar con el equipo principal en los torneos profesionales. También suelen ser usados estos equipos filiales como medida disciplinaria para aquellos jugadores del equipo principal que cometen faltas a los reglamentos del club o que bajan considerablemente su rendimiento deportivo pero por razones legales o por decisión directiva no pueden o no quieren prescindir de ellos. 

## Listado de filiales
Esta es una lista de filiales en algunos deportes de diversos países:

### Fútbol

#### España
En España es muy común ver equipos filiales, en la gran mayoría llamados equipos B; comúnmente son conocidos como canteras, de los equipos profesionales en las diferentes categorías del fútbol español. Los más importantes debido al poderío económico de sus equipos principales y a los jugadores que han surgido de estos para el fútbol mundial son los equipos B del Real Madrid (caso Emilio Butragueño, Michel, Álvaro Arbeloa, Iker Casillas, Raúl, entre otros) y del Barcelona (caso Pep Guardiola, Lionel Messi, Xavi Hernández, Andrés Iniesta, Carles Puyol, entre otros destacados). Estos equipos filiales pueden jugar a nivel profesional pero actualmente y debido a las normativas impuestas por parte de la UEFA y la FEF donde prohíbe a los equipos filiales jugar en torneos UEFA, estos equipos no pueden jugar torneos como la Copa del Rey y en caso de ganar esa división o estar en puestos para ascender a otra división superior no lo pueden hacer si el equipo principal juega en esa división. Vale destacar que los equipos Villareal C.F. y Sevilla F. C. poseen también segundos equipos filiales llamados equipos C en las divisiones inferiores del fútbol español siendo algunas de ellas amateur o aficionadas; en el caso del Athletic Club  su segundo filial se llama Club Deportivo Basconia el cual milita en la Tercera División de España - Grupo IV. 
| Equipo                       | Filial                                     | Equipo                       | Filial                                                        |
| ---------------------------- | ------------------------------------------ | ---------------------------- | ------------------------------------------------------------- |
| Fútbol Club Barcelona        | Fútbol Club Barcelona "B"                  | Real Madrid Club de Fútbol   | Real Madrid Castilla C. F. - Real Madrid “C” CF               |
| Sevilla Fútbol Club          | Sevilla Atlético - Sevilla Fútbol Club "C" | RCD Deportivo de la Coruña   | RCD Deportivo Fabril                                          |
| Real Betis Balompié          | Betis Deportivo Balompié                   | Unión Deportiva Almería      | Unión Deportiva Almería "B"                                   |
| Athletic Club                | Bilbao Athletic - Club Deportivo Basconia  | Club Atlético Osasuna        | Club Atlético Osasuna "B"                                     |
| Club Atlético de Madrid      | Club Atlético de Madrid "B"                | Real Sociedad                | Real Sociedad "B" - Real Sociedad de Fútbol "C"               |
| Real Club Deportivo Espanyol | Real Club Deportivo Espanyol "B"           | Racing de Santander          | Rayo Cantabria                                                |
| Real Club Deportivo Mallorca | Real Club Deportivo Mallorca "B"           | Villarreal Club de Fútbol    | Villarreal Club de Fútbol "B" - Villarreal Club de Fútbol "C" |
| Getafe Club de Fútbol        | Getafe Club de Fútbol "B"                  | Deportivo Alavés             | Deportivo Alavés "B"                                          |
| Club Deportivo Tenerife      | Club Deportivo Tenerife "B"                | Real Sporting de Gijón       | Sporting Atlético -Real Sporting de Gijón "C"                 |
| Cádiz Club de Fútbol         | Cádiz Club de Fútbol "B"                   | Real Zaragoza                | Deportivo Aragón.                                             |
| Club Gimnàstic de Tarragona  | Club de Futbol Pobla de Mafumet            | Real Oviedo                  | Real Oviedo Vetusta                                           |
| Unión Deportiva Las Palmas   | Unión Deportiva Las Palmas Atlético        | Universidad de Las Palmas CF | Universidad de Las Palmas CF "B"                              |
| Terrassa FC                  | Escuela de Fútbol Bonaire                  | Fundació Terrassa FC B       |                                                               |
| Club de Fútbol Motril        | Club de Fútbol Motril "B"                  | Club de Fútbol Motril "C"    | Club de Fútbol Motril "D"                                     |

#### Portugal
En Portugal el caso es similar a las filiales españolas: Por orden de la UEFA, estos equipos filiales no pueden participar en torneos continentales ni en los torneos locales de Copa ni Copa de Liga. Igualmente, estas filiales no pueden ascender a Primera División mientras sus equipos principales permanezcan en ella.
| Equipo      | Filial        |
| ----------- | ------------- |
| FC Porto    | FC Porto B    |
| Benfica     | Benfica B     |
| Sporting    | Sporting B    |
| Vitória SC  | Vitória SC B  |
| SC Braga    | SC Braga B    |
| CS Marítimo | CS Marítimo B |

#### Colombia
| Equipo          | Filial                   |
| --------------- | ------------------------ |
| Atlético Junior | Barranquilla Fútbol Club |

#### Italia
| Equipo                     | Filial                         |
| -------------------------- | ------------------------------ |
| Juventus de Turín          | Juventus Next Gen              |
| Atalanta Bergamasca Calcio | Atalanta Bergamasca Calcio U23 |
| Associazione Calcio Milan  | Milan Futuro                   |

#### México
El caso de México es especial ya que la política de franquicias que maneja la Liga Mexicana de Fútbol permite a un mismo equipo profesional tener un equipo filial en las diferentes categorías del fútbol mexicano. Solo para mencionar como ejemplo los clubes más importantes de ese país: 
- Cruz Azul: Tiene equipos filiales en Segunda y Tercera División.
- Club América: Tiene equipos filiales en Segunda y Tercera División.
- Chivas de Guadalajara: Además de tener varias filiales en su país poseía dos equipos filiales en el exterior, Chivas USA de la MLS estadounidense (el cual fue vendido a la Liga en 2014 dejando de ser filial) y Chivas Hefei en la China League Two de la República Popular China.

A continuación solo se mencionan las filiales más importantes en México de los equipos de Primera División y Liga de Ascenso:  
| Equipo                     | Filial                                     | Equipo                 | Filial                                                       |
| -------------------------- | ------------------------------------------ | ---------------------- | ------------------------------------------------------------ |
| Pumas de la UNAM           | UNAM Premier                               | Club América           | América Premier                                              |
| Zacatepec Siglo XXI        | Athletic Club Morelos Selva Cañera         | Atlas de Guadalajara   | Académicos de Atlas Atlas Premier                            |
| Atlético San Luis          | Atlético San Luis "B" Club Tepatitlán      | Tigres de la UANL      | Tigres Premier Sahuayo FC                                    |
| Club Celaya                | Celaya "B" Irapuato                        | Cruz Azul              | Cruz Azul Hidalgo Cruz Azul Premier                          |
| Club León                  | León Premier                               | Monarcas Morelia       | Monarcas Premier                                             |
| Cimarrones de Sonora       | Cimarrones "B"                             | Correcaminos de la UAT | Correcaminos "B"                                             |
| Club Deportivo Guadalajara | Guadalajara Premier                        | Club Necaxa            | Necaxa "B"                                                   |
| Santos Laguna              | Santos Laguna Premier                      | Alebrijes de Oaxaca    | Tampico Madero Chapulineros de Oaxaca Colibríes de Malinalco |
| Atlante                    | Pioneros de Cancún                         | Club Tijuana           | Tijuana Premier                                              |
| Dorados                    | Dorados Premier                            | Chiapas Fútbol Club    | Chiapas Premier                                              |
| Veracruz                   | Atlético Veracruz Orizaba Veracruz Premier | Pachuca                | Universitario Hidalguense Tlaxcala FC Pachuca Premier        |
| Lobos de la BUAP           | Lobos Prepa                                | Leones Negros          | Cachorros U. de G.                                           |
| Querétaro Fútbol Club      | Querétaro Premier                          | Juárez                 | Indios de la UACJ                                            |
| Monterrey                  | Monterrey Premier                          | Murciélagos            | Murciélagos "B"                                              |
| Puebla F.C.                | Puebla Premier                             | Coras                  | Coras "B"                                                    |
| Toluca                     | Toluca Premier                             | Mineros                | Mineros "B"                                                  |

#### Ecuador
| Equipo                     | Filial                                    |
| -------------------------- | ----------------------------------------- |
| Barcelona Sporting Club    | Toreros Fútbol Club                       |
| Club Sport Emelec          | Rocafuerte Fútbol Club                    |
| Independiente del Valle    | Independiente Juniors - Independiente JFA |
| Universidad Católica       | San Antonio Fútbol Club                   |
| Delfín Sporting Club       | Club Deportivo La Paz                     |
| Deportivo Quito            | Quiteños FC                               |
| Orense Sporting Club       | Cantera Orense F. C.                      |
| Club Deportivo El Nacional | Panamericana PSD                          |

#### Japón
| Equipo       | Filial              |
| ------------ | ------------------- |
| Cerezo Osaka | Cerezo Osaka sub-23 |
| Gamba Osaka  | Gamba Osaka sub-23  |
| FC Tokyo     | FC Tokyo sub-23     |

### Béisbol
En el béisbol todos los equipos de las Grandes Ligas manejan este sistema de equipos filiales o asociados, los cuales se encuentran distribuidos en las diferentes Ligas Menores esparcidas en los Estados Unidos, México, Venezuela y República Dominicana. Cada equipo de Grandes Ligas posee en promedio 4 o 5 equipos en las 19 Ligas Menores existentes en la actualidad.

### Automovilismo
En el mundo de automovilismo son mínimos los equipos filiales debido a que, comparado con otros deportes, el mantener una filial en el mundo del motor es muy costoso y como los dos equipos o escuderías, a diferencia de otros deportes, pueden competir en la misma categoría, el equipo filial no puede favorecer al equipo principal debiendo mantener cierto grado de independencia, para evitar así sanciones disciplinarias y económicas por parte de los organizadores de las competencias que participan. La escudería de Fórmula 1 AlphaTauri (basada en Italia) es filial de una de las escuderías más importantes en los últimos tiempos de esta categoría: la Red Bull Racing (con base en el Reino Unido), donde milita entre otros el cuatro (4) veces campeón de manera consecutiva Sebastian Vettel. Es de aclarar que las dos escuderías son propiedad de la marca austríaca de bebidas energizantes Red Bull. 
Durante tres (3) años el equipo de rally francés Citroën World Rally Team (donde militó coronándose nueve veces de manera consecutiva campeón mundial Sébastien Loeb) tuvo como filial al equipo Citroën Junior Team desde el año 2010 hasta su desaparición en el año 2012 y entre el 2013 y 2014 su filial fue el equipo Abu Dhabi Citroën Total World Rally Team; todos compitiendo en el Campeonato Mundial de Rally. Este campeonato, al igual que la Fórmula 1, es organizado por la Federación Internacional del Automóvil (FIA).
En Estados Unidos existe el caso de dos equipos o escuderías (Team Penske y Chip Ganassi Racing) las cuales tienen cada una equipo en las categorías más importantes del automovilismo estadounidense (IndyCar Series y NASCAR). Pese a que no son categorías vinculadas una con la otra, en cada equipo se prestan de manera ocasional los pilotos entre sí de una serie a la otra para las carreras más importantes del calendario estadounidense (las 500 Millas de Daytona para la NASCAR, las 500 Millas de Indianápolis para la IndyCar Series y en la categoría turismo o United SportsCar Championship las 24 Horas de Daytona).